# ジョン・ラリー・ケリー・ジュニア
ジョン・ラリー・ケリー・ジュニア (John Larry Kelly, Jr., 1923年 - 1965年) は、アメリカ合衆国の科学者。ベル研究所に勤務した。
ギャンブルや投資など不確実性のある状況において収益を最大化する資金配分を導く経済学の法則であるケリー基準 (Kelly criterion) の発見で知られる。クロード・シャノンらと共に、情報理論を利用し、ギャンブルで最も効率のよい賭け方を研究した。ただし、自ら賭けることはしなかった。
音声合成の研究でも知られ、世界で最初にコンピュータに歌を歌わせた。1961年、IBM 7094にデイジー・ベルを歌わせた。ベル研究所を訪問したアーサー・C・クラークがこの実演を見たことで、SF映画・小説『2001年宇宙の旅』に登場するコンピュータHAL 9000がデイジー・ベルを歌うことになった。
1965年、マンハッタンの路上で脳内出血により死去した。